# Bush (birra)
La Bush più conosciuta è una birra ambrata di alta fermentazione, dal gusto di malto pronunciato. Anche chiamata Bush 12, il suo nome ufficiale ora è Bush Ambrée. Il tenore d'alcool è del 12% vol.

## Storia

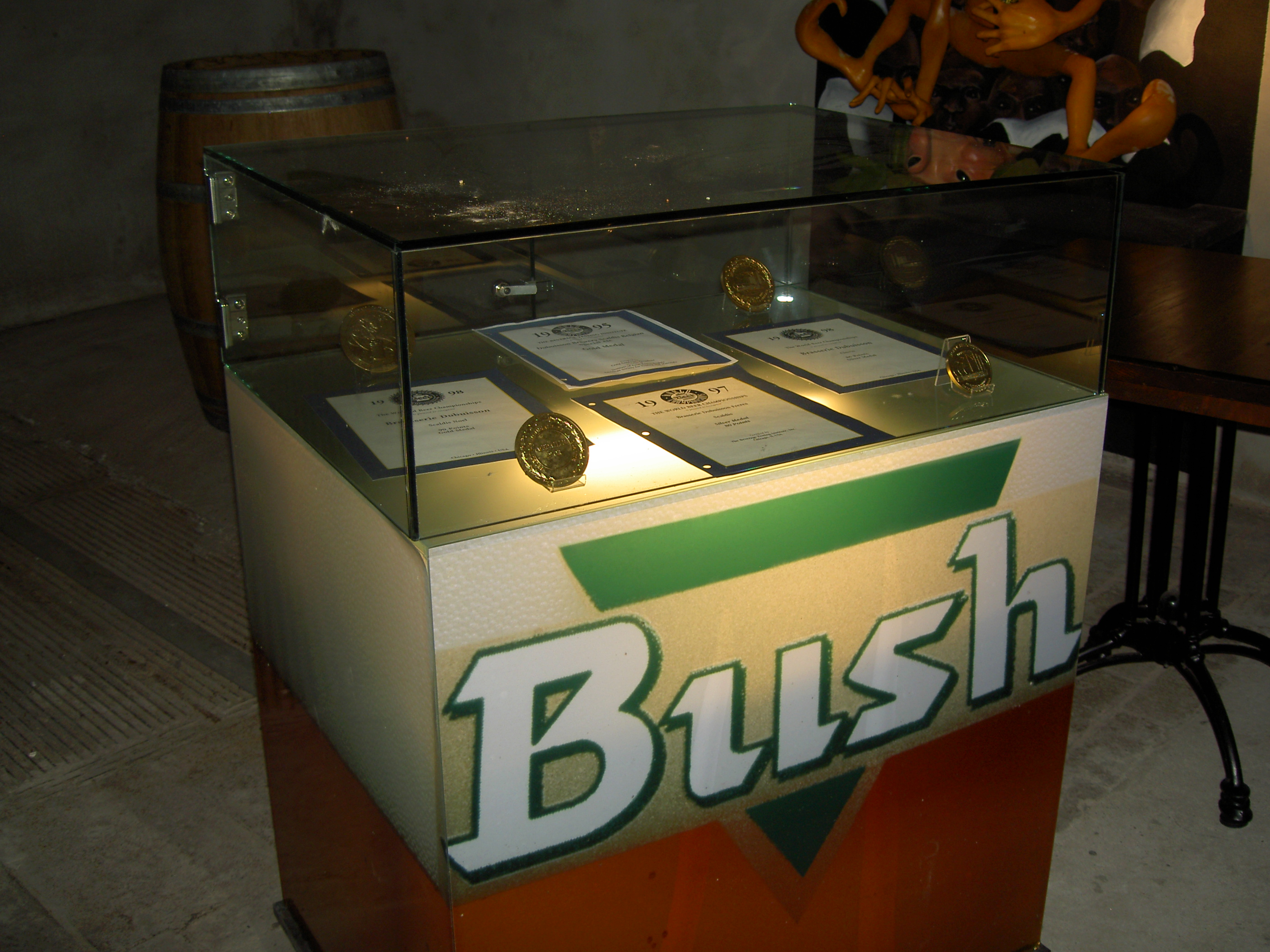
Premi ottenuti dalle birre Bush

Nel 1933, Alfred Dubuisson, fabbricante di birra e nonno di Hugues Dubuisson (l'attuale proprietario del birrificio), creò una birra che si avvicina al gusto inglese. Le diede il nome inglese di Bush beer, traduzione in inglese di "birra del cespuglio", perché il cognome Dubuisson in francese significa appunto "del cespuglio" (du buisson). Il birrificio Dubuisson si trova a Pipaix, in Belgio.

## Marche prodotte
Oltre alla Bush Ambrée, il birrificio Dubuisson produce:
- la Bush de Noël, creata nel 1991 e prodotta in quantità limitata per le feste di fine d'anno, con il 12 % di alcool etilico (Vol.) ;
- la Bush Blonde, creata recentemente, in occasione del 65º anniversario della Bush Ambrée; prodotto-faro dell'industria della birra, costituisce indubbiamente una scoperta nella lacuna delle birre chiare forti, nella quale intende svolgere un ruolo importante, con il 10,5 % di alcool (Vol.) ;
- la Bush 7, creata nel 1994 da Hugues Dubuisson, per celebrare i 225 anni dell'impresa. È una birra chiara-ambrata, colore dovuto all'utilizzo di malto caramello in piccola quantità, con il 7,5 % di alcool (Vol.) ;
- la Bush de Noël Magum, prodotta in quantità limitata. Non è filtrata e fermenta in bottiglia. È consigliato lasciarla maturare 15 giorni prima di servirla per conservare il deposito naturale nel fondo della bottiglia. Questa birra è eccezionalmente forte. È particolarmente apprezzata per l'ampiezza del suo gusto.
- la Cuvée des Trolls (con il 7% di alcool (Vol.). Non si chiama Bush ma è un prodotto del birrificio Dubuisson; due micro-birrifici le sono dedicati, uno a Mons ed un altro nella città universitaria di Louvain-la-Neuve[1].